# Championnats du monde de badminton 2001
Navigation
Copenhague 1999 Birmingham 2003
Les 12e Championnats du monde de badminton se sont tenus du 3 au 10 juin 2001 au Palais des sports de San Pablo à Séville en Espagne. La compétition a été organisée par la fédération internationale de badminton.

## Résultats
| Épreuve       | Or                             | Argent                        | Bronze                            |
| ------------- | ------------------------------ | ----------------------------- | --------------------------------- |
| Simple hommes | Hendrawan                      | Peter Gade                    | Taufik Hidayat                    |
| Simple hommes | Hendrawan                      | Peter Gade                    | Chen Hong                         |
| Simple dames  | Gong Ruina                     | Zhou Mi                       | Gong Zhichao                      |
| Simple dames  | Gong Ruina                     | Zhou Mi                       | Zhang Ning                        |
| Double hommes | Tony Gunawan et Halim Haryanto | Ha Tae-kwon et Kim Dong-moon  | Chew Choon Eng et Chan Chong Ming |
| Double hommes | Tony Gunawan et Halim Haryanto | Ha Tae-kwon et Kim Dong-moon  | Choong Tan Fook et Lee Wan Wah    |
| Double dames  | Gao Ling et Huang Sui          | Zhang Jiewen et Wei Yili      | Ra Kyung-min et Lee Kyung-won     |
| Double dames  | Gao Ling et Huang Sui          | Zhang Jiewen et Wei Yili      | Chen Lin et Jiang Xuelian         |
| Double mixte  | Zhang Jun et Gao Ling          | Kim Dong-moon et Ra Kyung-min | Michael Søgaard et Rikke Olsen    |
| Double mixte  | Zhang Jun et Gao Ling          | Kim Dong-moon et Ra Kyung-min | Jens Eriksen et Mette Schjoldager |

## Tableau des médailles
| Rang | Nation       | Or | Argent | Bronze | Total |
| ---- | ------------ | -- | ------ | ------ | ----- |
| 1    | Chine        | 3  | 2      | 4      | 9     |
| 2    | Indonésie    | 2  | 0      | 1      | 3     |
| 3    | Corée du Sud | 0  | 2      | 1      | 3     |
| 4    | Danemark     | 0  | 1      | 2      | 3     |
| 5    | Malaisie     | 0  | 0      | 2      | 2     |